# 칠천초등학교
칠천초등학교는 대한민국 경상남도 거제시에 있는 공립 초등학교이다.

## 학교 연혁
- 1941년 5월 27일: 칠천국민학교 개교

## 참고 자료
- 칠천초등학교 - 한국교육학술정보원 학교알리미